# Nagy Boldizsár (kanonok)
Felsőbüki Nagy Boldizsár (Sopron, 1738. február 14. – Székesfehérvár, 1821. október 19.) bölcseleti doktor, székesfehérvári kanonok.

## Élete
Szülővárosában a jezsuiták gimnáziumában kitűnően tanult és a rend alumnusai (diákjai) közé vették fel. Kassára küldték a bölcselet tanulására és Nagyszombatba a teológiára. 1766-tól Komáromban, Sopronban és Nagyszombatban a humaniorák tanára volt. 1769-től a nagyszombati királyi nevelőintézetben a nemes ifjakat a bölcseleti és matematikai tantárgyakban oktatta; később áthelyezték az egyetemhez, ahol doktori fokozatot szerzett és a rend feloszlatásáig (1773) a mennyiségtant tanította. Pályázat útján elnyerte a győri akadémia bölcseleti tanszékét. 1777-ben Mária Terézia királynő kinevezte székesfehérvári kanonokká, ezt a tisztséget haláláig viselte. 1781-ben megvásárolta a Budenz-házat (a mai Ybl-múzeum épületét) és kiépíttette jelenlegi alakjára, majd 1817–18-ban Slezák Jánosnak és nejének adományozta.

## Munkája
- Pietas ven. capituli Alba-Regalensis in obitum et solennia exequiarum primi praesulis sui dni Ignatii Nagy de Sellye habita die XVI. Decembris 1789. Albae-Regali. Pestini.